# Andries Theodorus Hosteijn
Andries Theodorus Hosteijn (Amsterdam, 12 december 1812 - Meppel, 22 april 1872) was een Nederlandse burgemeester.

## Leven en werk

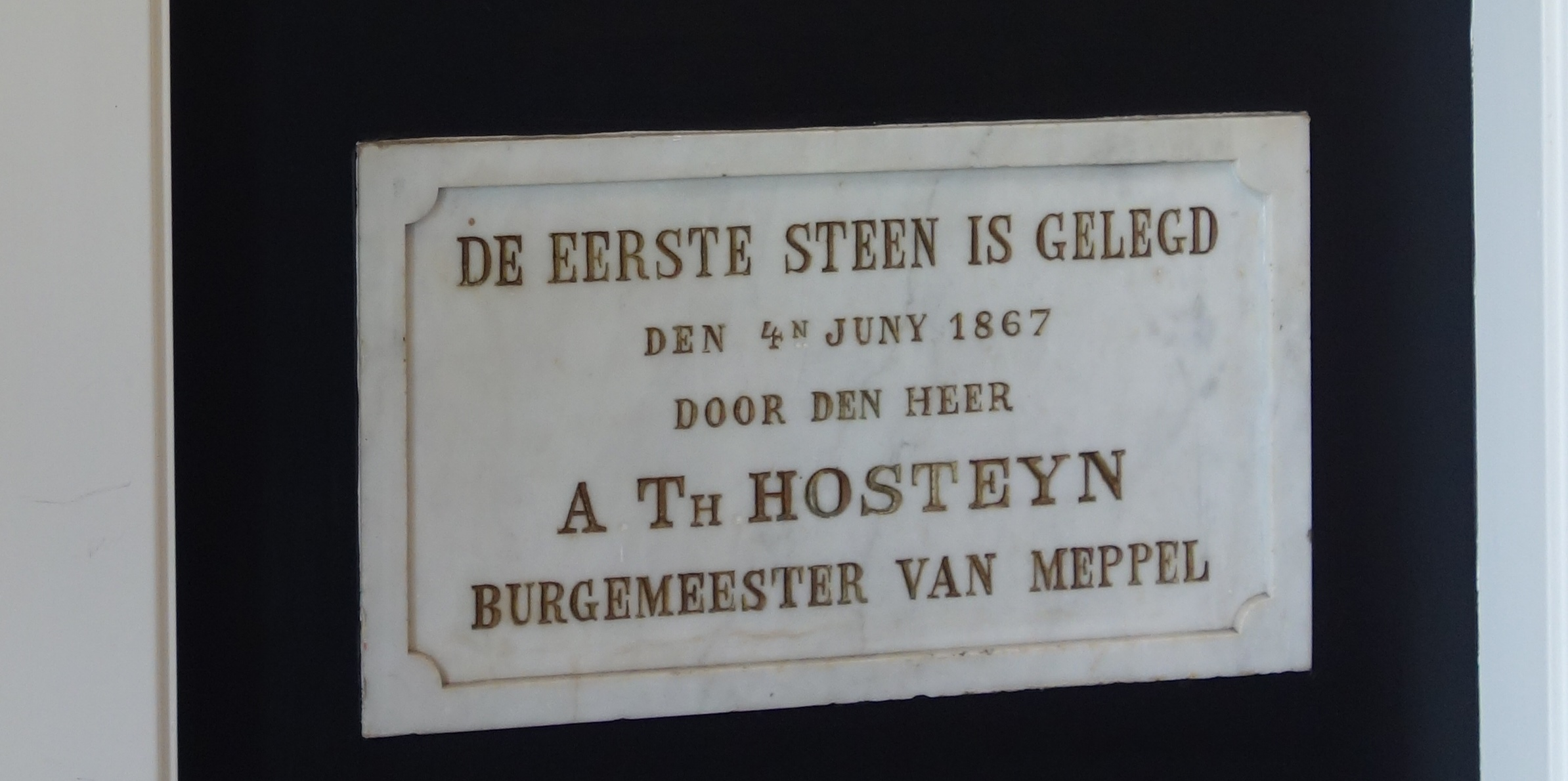
Eerste steen voor het station van Meppel, door Hosteijn gelegd in 1867

Hosteijn was een zoon van Pieter Hosteijn en Maria Theresia van der Vlist. Hosteijn was aanvankelijk werkzaam als ambtenaar bij de provinciale griffie van Drenthe. In 1864 werd hij benoemd tot burgemeester van Havelte. Na ruim twee jaar kreeg hij, eind 1866, een benoeming tot burgemeester van Meppel. In beide plaatsen werd hij door Kerst Elias Borger opgevolgd als burgemeester. Het burgemeesterschap van Meppel vervulde hij totdat hij in april 1872 op 60-jarige leeftijd aldaar overleed.
Hosteijn trouwde op 1 april 1846 in Hoogkerk met de in het Duitse Emden geboren Hinderina Johanna Hoes. Hij hertrouwde op 24 juli 1861 met de in het Duitse Aurich geboren Maria Constantia Sophia Mossel.

## Trivia
De schrijver en fotograaf Frits Hoffman woonde als kind in bij het echtpaar Hosteijn in Meppel. Hoffman trouwde in Singapore met de feministe Mina Kruseman.